# Shalihotra

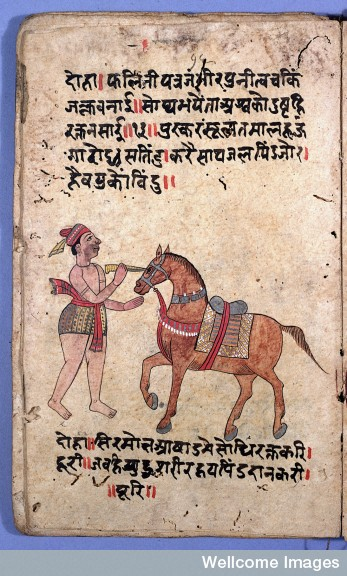
Seite des Manuskripts Shalihotra Samhita aus dem 18. Jahrhundert mit Darstellung einer Augenoperation bei einem Pferd

Shalihotra war ein circa 2350 v. Chr. lebender indischer Gelehrter. Er war Sohn des Brahmanen Hayagosha. Er soll in Shravasti gelebt haben, nach anderen Angaben in Salatur nahe Kandahar. Shalihotra war vermutlich der erste auf Tierheilkunde spezialisierte Arzt und befasste sich vor allem mit der Haltung und Behandlung von Pferden. Sein Hauptwerk Shalihotra Samhita wurde auch ins Persische, Arabische, Tibetische und Englische übersetzt. In ihm beschreibt Shalihotra die Anatomie, Physiologie, Chirurgie und Erkrankungen von Elefanten und Pferden. Die Werke Asva-prashnsa und Asva-lakshana sastram werden ebenfalls Shalihotra zugesprochen.